# Coudraystraße

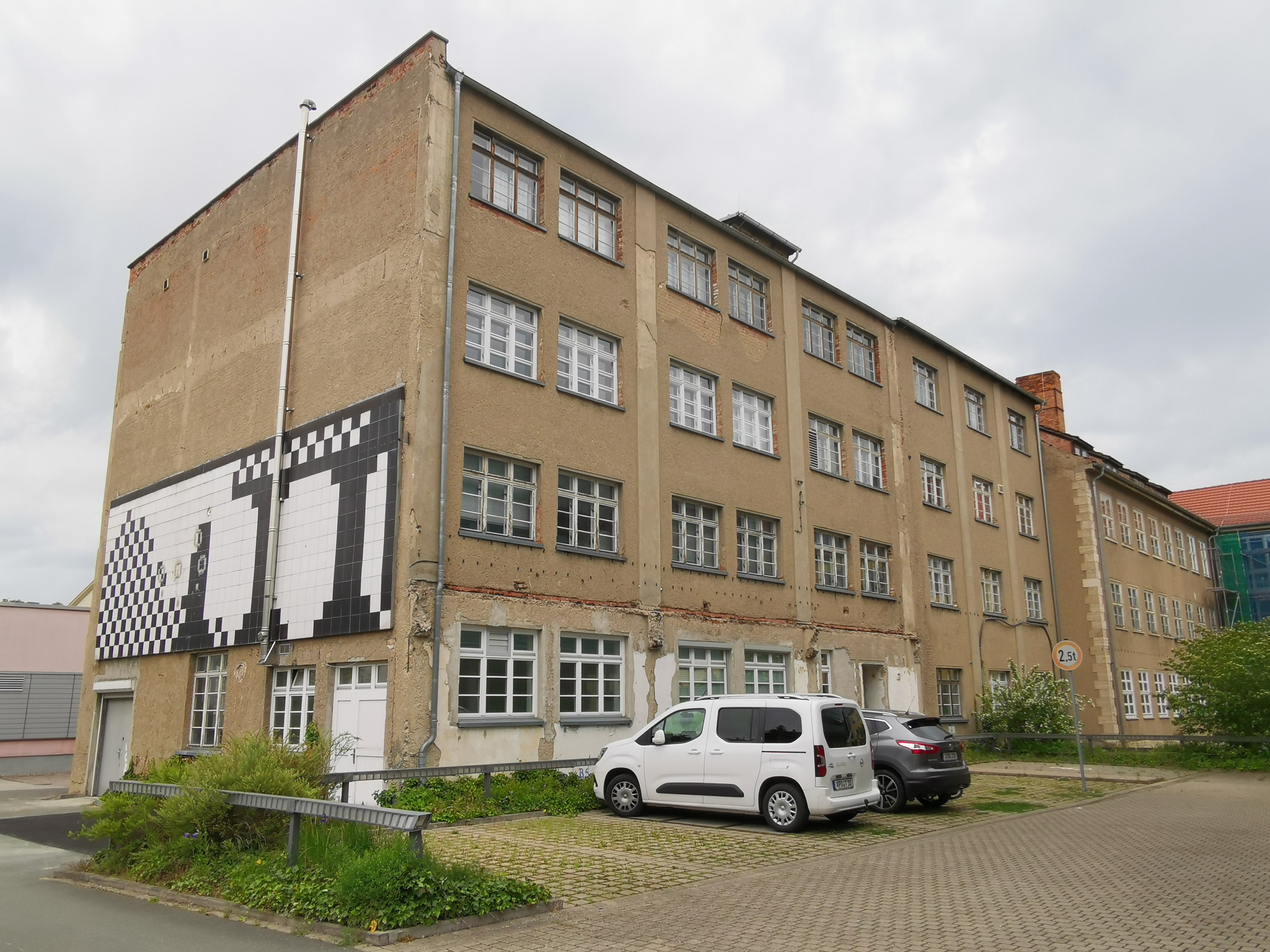
Coudraystraße 11, der Friedrich-August-Finger-Bau

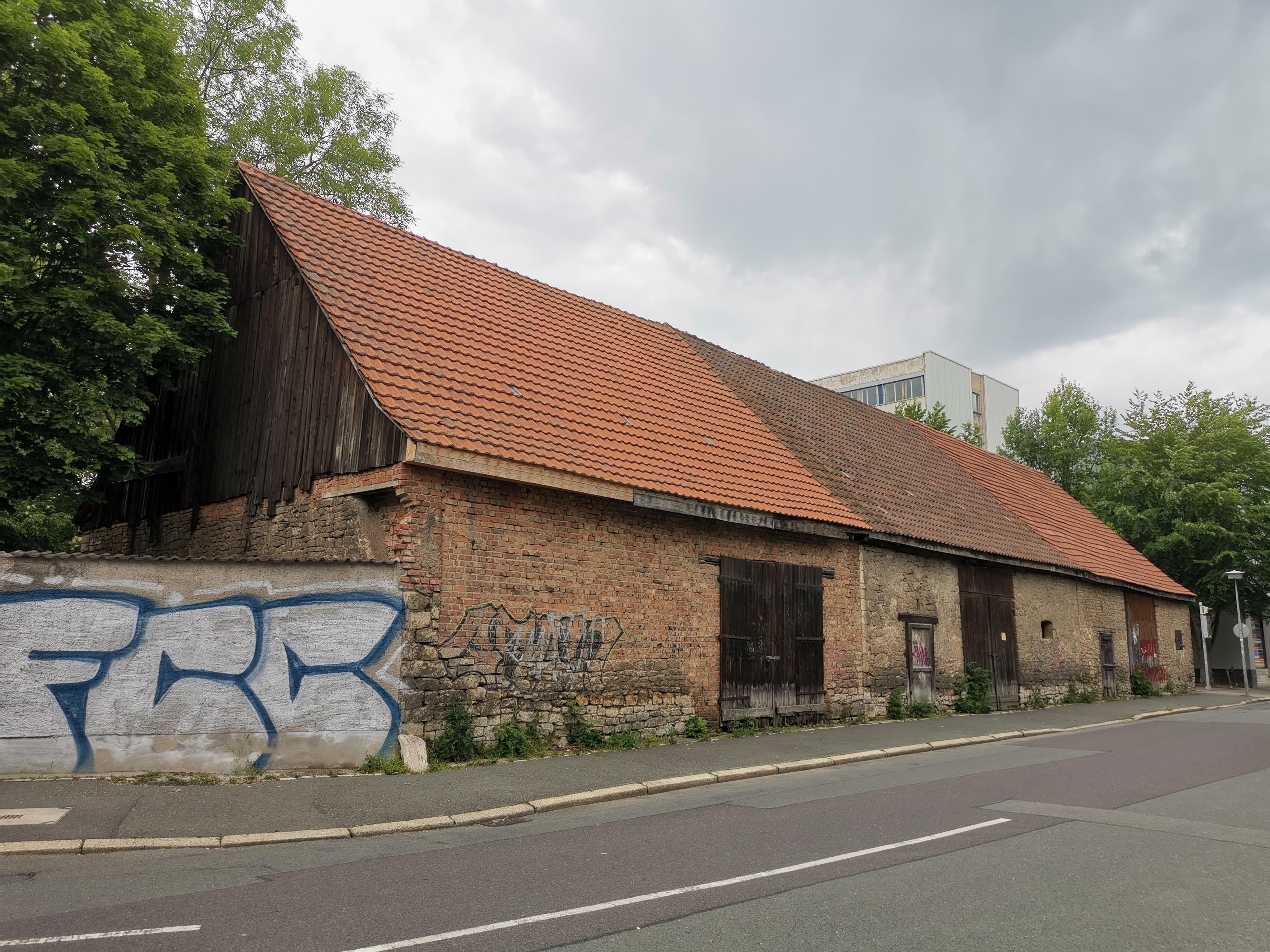
Weimar, Ackerbürgerscheunen in der Coudraystraße 1, 3 und 5

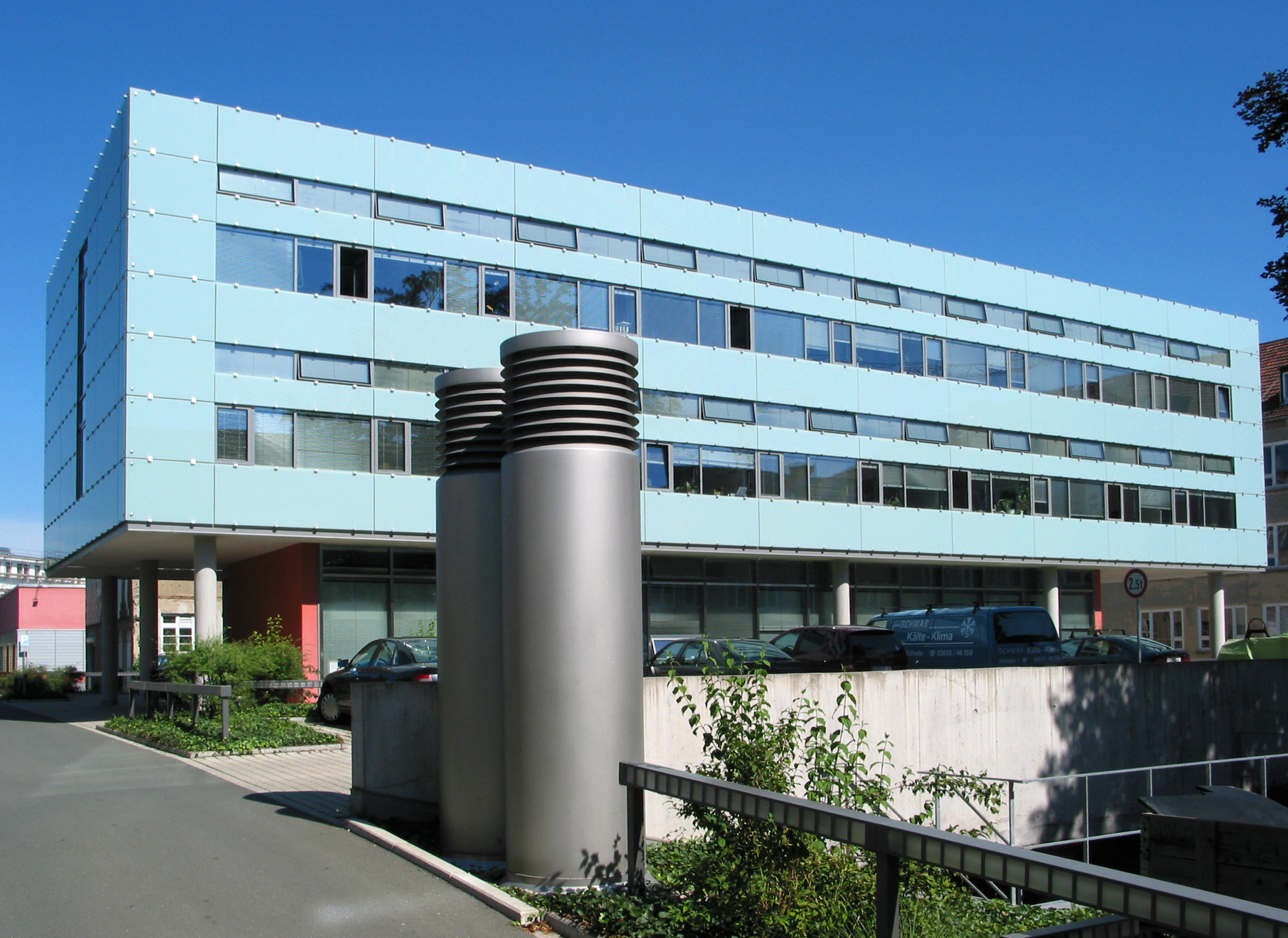
Coudraystraße 11 c

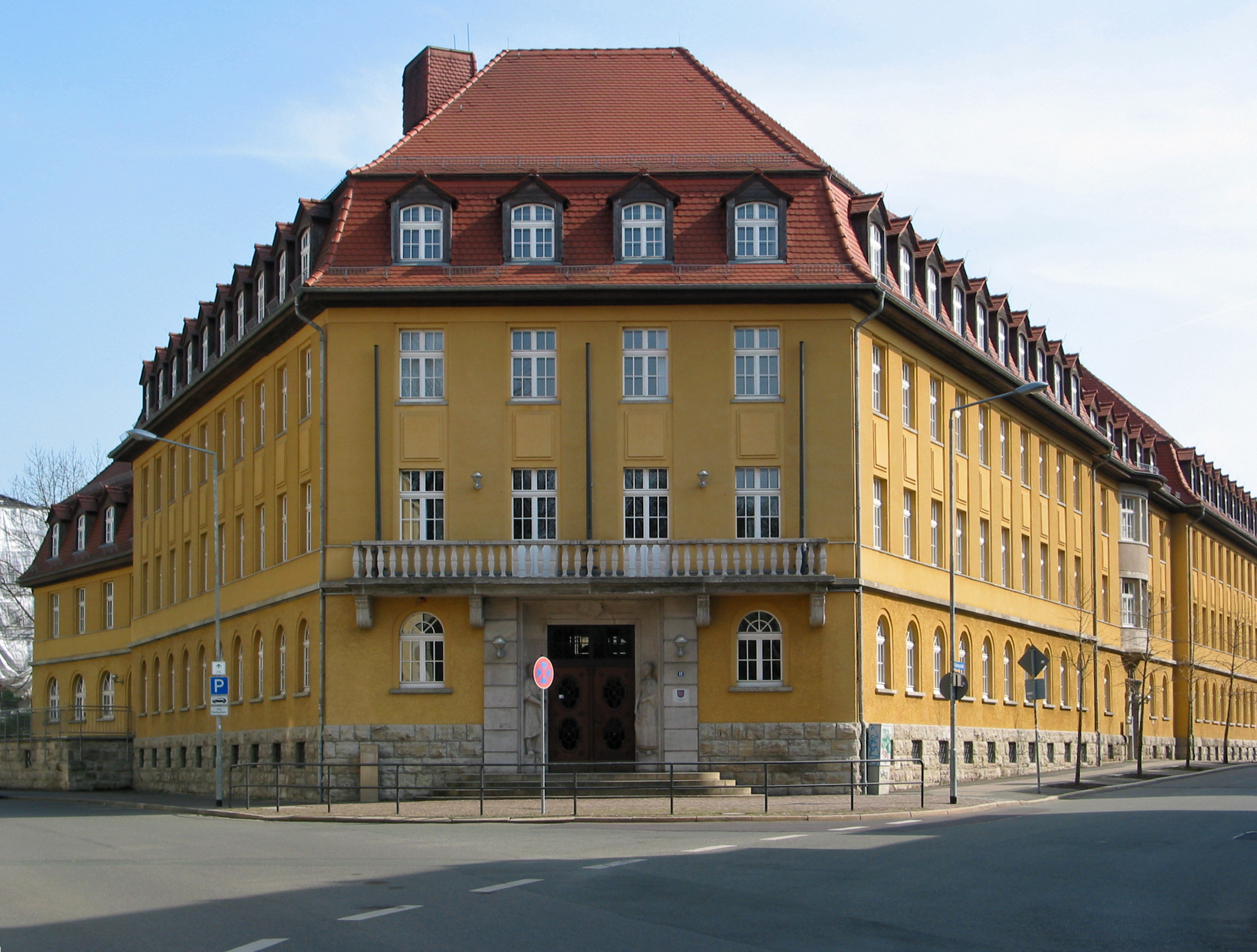
Thüringenkolleg Weimar

Die nach dem sachsen-weimarischen Oberbaudirektor der Goethezeit Clemens Wenzeslaus Coudray benannte Coudraystraße in der Weimarer Westvorstadt hat seit 1911 ihren Namen. Vorher hieß sie nach den 56 an ihr einst befindlichen Ackerbürgerscheunen, von denen nur noch wenige denkmalgeschützte (Coudraystraße 1, 3 und 5) übrig geblieben sind, Scheunenstraße. Die von der Erfurter Straße/Sophienstiftsplatz nahe dem  Deutschen Nationaltheater Weimar ausgehende Straße reicht bis zur Schwanseestraße. Es ist eine Anliegerstraße. Eine sie kreuzende Querstraße ist die Gerhart-Hauptmann-Straße.
Die verbliebenen Ackerbürgerscheunen werden durch die Bauhaus-Universität Weimar genutzt. Einige weitere Gebäude der Bauhaus-Universität sind in der Coudraystraße, die auch denkmalgeschützt sind. Auch befindet sich mit Coudraystraße 11 ein Neubau der Bauhaus-Universität der Fakultät für Bauingenieurwesen hier. An der Ecke Schwanseestraße 11 zur Coudraystraße befindet sich das Thüringenkolleg Weimar. Ein weiteres bemerkenswertes Eckhaus zur Schwanseestraße ist das Haus Schwanseestraße 13. Auch die Coudraystraße 13, früher ein Versicherungsgebäude, wird durch die Bauhaus-Universität genutzt.
Die gesamte Coudraystraße steht auf der Liste der Kulturdenkmale in Weimar (Sachgesamtheiten und Ensembles). Außer den erwähnten Ackerbürgerscheunen stehen weitere Gebäude der Coudraystraße auf der Liste der Kulturdenkmale in Weimar (Einzeldenkmale).